# Local Area Network

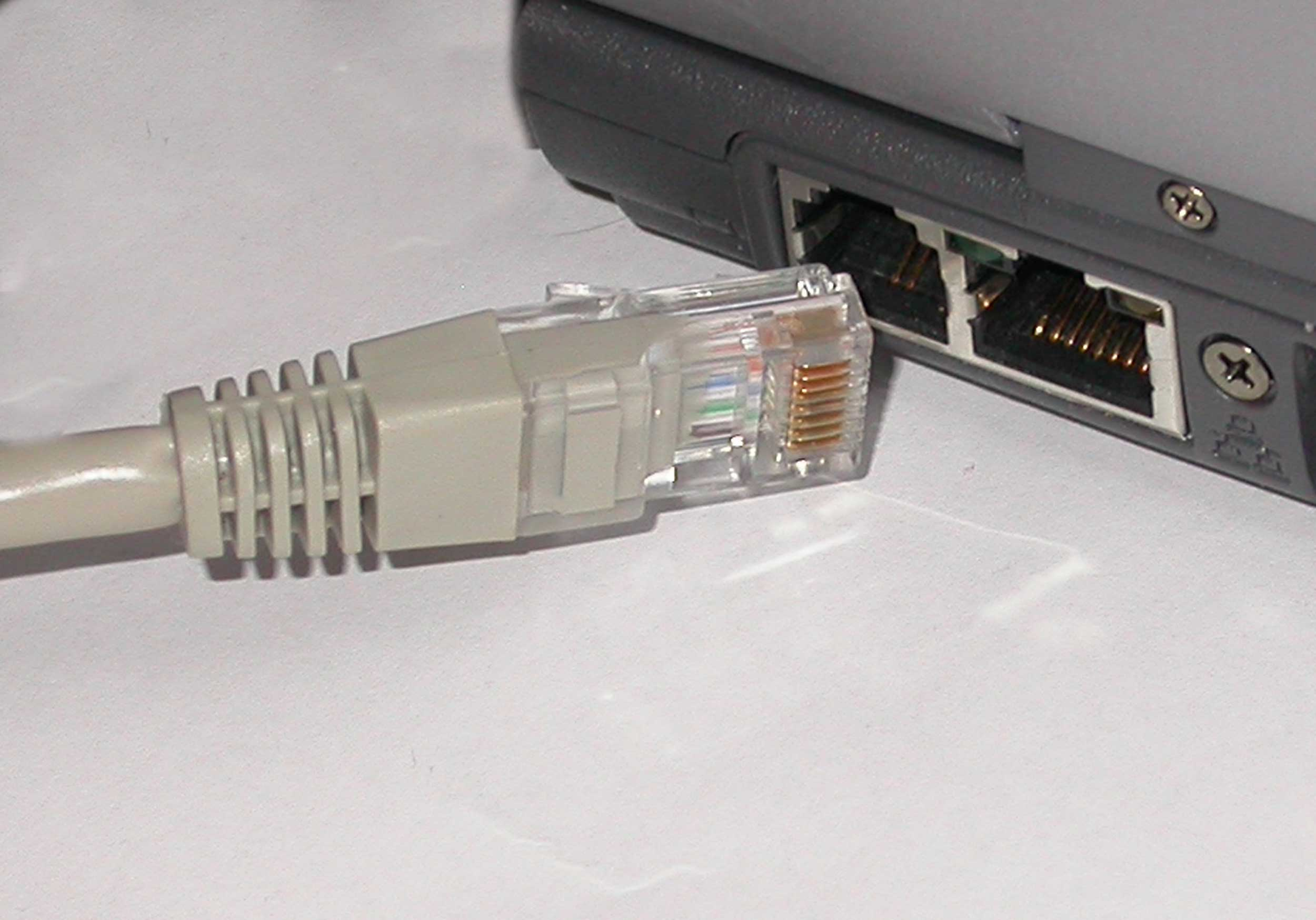
LAN kabel

Local Area Network (též LAN, lokální síť, místní síť) označuje počítačovou síť, která pokrývá malé geografické území (např. domácnosti, malé firmy). Přenosové rychlosti jsou vysoké, řádově Gb/s. Nejrozšířenějšími technologiemi v dnešních LAN sítích jsou Ethernet a Wi-Fi (nebo také WLAN), v minulosti byly používány např. ARCNET a Token Ring.

## Charakteristika
Sítě LAN označují všechny malé sítě, které si mnohdy vytváří sami uživatelé na své vlastní náklady. Jedná se o sítě uvnitř místností, budov nebo malých areálů. Dále je charakterizuje levná vysoká přenosová rychlost (až desítky Gbit/s) a skutečnost, že si je na vlastní náklady pořizují sami majitelé propojených počítačů.
Slouží ke snadnému sdílení prostředků, které jsou v LAN dostupné. Nejvyšší podíl při komunikaci v LAN má obvykle sdílení diskového prostoru. Dále LAN umožňuje využívat tiskáren, které jsou připojeny k jiným počítačům nebo vystupují v síti samostatně, sdílet připojení k Internetu a dalších k němu návazných služeb (WWW, E-mail, Peer-to-peer sítě a podobně).
Síť se skládá z aktivních a pasivních prvků. Aktivní prvky se aktivně podílejí na komunikaci. Patří mezi ně například switch, router, síťová karta apod. Pasivní prvky jsou součásti, které se na komunikaci podílejí pouze pasivně (tj. nevyžadují napájení) – propojovací kabel (strukturovaná kabeláž, optické vlákno, koaxiální kabel), konektory, u sítí Token Ring i pasivní hub.
Opačným protipólem k sítím LAN jsou sítě WAN, jejichž přenosovou kapacitu si uživatelé pronajímají od specializovaných firem a jejichž přenosová kapacita je v poměru k LAN drahá. Uprostřed mezi sítěmi LAN a WAN najdeme sítě MAN.

## Od historie k současnosti
První sítě LAN vznikly na konci 70. let 20. století. Sloužily k vysokorychlostnímu propojení sálových počítačů.
Na začátku existovalo mnoho technologií, které navzájem nebyly kompatibilní (ARCNET, DECnet, Token ring a podobně). V současné době jsou nejpopulárnější LAN sítě vystavěné s pomocí technologie Ethernet.
U osobních počítačů (PC) došlo k rozmachu budování LAN sítí po roce 1983, kdy firma Novell uvedla svůj produkt NetWare. Firma Novell byla v polovině 90. let odsunuta na okraj trhu nástupem firmy Microsoft s produkty Windows for Workgroups a Windows NT.
Na počátku sítě LAN s osobními počítači používaly pro svoji jednoduchost rodinu protokolů IPX/SPX (případně NETBEUI, AppleTalk a další specializované proprietární protokoly), avšak s nástupem WWW byly na konci 90. let minulého století nahrazeny rodinou protokolů TCP/IP.

## Moderní prvky LAN
V moderních sítích dnes nalézáme pokročilé technologie, které zvyšují jejich propustnost a variabilitu.
Jednoduché propojovací prvky (opakovač, resp. hub) jsou nahrazovány inteligentními zařízeními (bridge, resp. switch, router), které odstraňují kolize, omezují nežádoucí provoz v síti (broadcasty), umožňují monitorování, zabezpečení a další pokročilé zásahy do provozu sítě (detekce DoS, filtrování provozu a podobně).
VLAN umožňuje na logické úrovni síť rozdělit na nezávislé (virtuální) podsítě a oddělit tak jejich provoz.
WLAN / Wi-Fi je typ LAN který se šíří vzduchem (ne po drátech), na rozdíl od Ethernetu.
VPN (virtuální privátní síť) umožňuje bezpečné propojení počítačů nebo celých sítí zpravidla prostřednictvím větší obecně nedůvěryhodné sítě (Internetu). Takovéto propojení je vůči jednotlivým počítačům transparentní a umožňuje i v geograficky vzdálených lokalitách komunikovat, jako by byly součástí jedné sítě.
IEEE 802.1X umožňuje autorizovat prvek, který se k síti připojuje, a umožnit nebo odepřít mu k LAN přístup.